# Tomasz Bednarek
Tomasz Bednarek (n. Pabianice, Polonia; 12 de noviembre de 1981) es un jugador polaco profesional de tenis. 

## Carrera
Se especializa principalmente en la modalidad de dobles. Su mayor ranking individual alcanzado lo hizo el 8 de septiembre de 2003. Mientras que en dobles fue el n.º 44 el 14 de abril de 2014.
Ha ganado hasta el momento 17 títulos de la categoría ATP Challenger Series y ha disputado 4 finales en la ATP World Tour.

### 2013
Junto a su compatriota Jerzy Janowicz, llegó a los cuartos de final del Torneo de Roland Garros 2013 siendo derrotados por la pareja uruguayo-argentina Pablo Cuevas y Horacio Zeballos. Esta fue su mejor actuación hasta el momento.

### 2014
Comienza el año obteniendo el título del Heilbronn Open 2014, disputado en Alemania en pistas duras bajo techo. Su pareja fue el finés Henri Kontinen y derrotaron en la final a los hermanos británicos Ken Skupski y Neal Skupski por un marcador de 3-6, 7-63, 12-10. Dos meses más tarde vuelve a ganar otro título challenger al obtener el Open Guadeloupe disputado en Le Gosier, Guadalupe. Su pareja esta vez fue el canadiense Adil Shamasdin y derrotaron a la pareja formada por el alemán Gero Kretschmer y el neozelandés Michael Venus por un marcador de 7-5, 6-75 y 10-8. En el mes de abril disputó en Marruecos su cuarta final de ATP World Tour en el Torneo de Casablanca teniendo como pareja al checo Lukáš Dlouhý. Pero volvió a caer derrotado en esta instancia ante Jean-Julien Rojer y Horia Tecău por 2-6, 2-6 cosechando de esta manera un récor de finales ATP de 0-4.

## Títulos; 17 (0 + 17)
| Leyenda                        | Individuales | Dobles |
| ------------------------------ | ------------ | ------ |
| Grand Slam (tenis)\|Grand Slam | 0            | 0      |
| ATP World Tour Finals          | 0            | 0      |
| ATP World Tour Masters 1000    | 0            | 0      |
| ATP World Tour 500 Series      | 0            | 0      |
| ATP World Tour 250 Series      | 0            | 0      |
| ATP Challenger Series          | 0            | 17     |

### Dobles
| N°  | Fecha      | Torneo                         | Superficie        | Pareja             | Oponentes en la final                 | Resultado        |
| 1.  | 10.07.2006 | Challenger de Poznań           | Tierra batida     | Michał Przysiężny  | Vasilis Mazarakis Jan Mertl           | 6-3, 3-6, 10-8   |
| 2.  | 01.10.2007 | Challenger de Mons (1)         | Dura              | Filip Polášek      | Philipp Petzschner Alexander Peya     | 6-2, 5-7, 10-8   |
| 3.  | 09.06.2008 | Challenger de Košice (1)       | Tierra batida     | Igor Zelenay       | Miguel López Jaén Carles Poch-Gradin  | 6-1, 4-6, 13-11  |
| 4.  | 14.09.2009 | Challenger de Szczecin         | Tierra batida     | Mateusz Kowalczyk  | Alexandr Dolgopolov Artem Smirnov     | 6-3, 6-4         |
| 5.  | 05.10.2009 | Challenger de Tarragona        | Tierra batida     | Mateusz Kowalczyk  | Flavio Cipolla Alessandro Motti       | 6-1, 6-1         |
| 6.  | 19.10.2009 | Challenger de Florianópolis    | Tierra batida     | Mateusz Kowalczyk  | Daniel Gimeno-Traver Pere Riba        | 6-1, 6-4         |
| 7.  | 12.04.2010 | Challenger de Roma             | Tierra batida     | Mateusz Kowalczyk  | Jeff Coetzee Jesse Witten             | 6-4, 7-64        |
| 8.  | 03.04.2011 | Challenger de Saint-Brieuc (1) | Tierra batida (i) | Andreas Siljestrom | Grégoire Burquier Romain Jouan        | 6-4, 6-74, 14-12 |
| 9.  | 08.10.2011 | Challenger de Palermo          | Tierra batida     | Mateusz Kowalczyk  | Alexander Bury Andrei Vasilevski      | 6-2, 6-4         |
| 10. | 24.03.2012 | Challenger de Rimouski         | Dura              | Olivier Charroin   | Jaan-Frederik Brunken Stefan Seifert  | 6-3, 6-2         |
| 11. | 17.06.2012 | Challenger de Košice (2)       | Tierra batida     | Mateusz Kowalczyk  | Uladzimir Ignatik Andrei Vasilevski   | 2-6, 7-5, 14-12  |
| 12. | 07.07.2012 | Challenger de Braunschweig (1) | Tierra batida     | Mateusz Kowalczyk  | Harri Heliövaara Denys Molchanov      | 7-5, 6-71, 10-8  |
| 13. | 07.10.2012 | Challenger de Mons (2)         | Dura              | Jerzy Janowicz     | Michaël Llodra Édouard Roger-Vasselin | 7-5, 4-6, 10-2   |
| 14. | 01.04.2013 | Challenger de Saint-Brieuc (2) | Dura              | Andreas Siljeström | Jesse Huta Galung Konstantin Kravchuk | 6-3, 4-6, 10-7   |
| 15. | 06.07.2013 | Challenger de Braunschweig (2) | Tierra batida     | Mateusz Kowalczyk  | Andreas Siljeström Igor Zelenay       | 6-2, 7-64        |
| 16. | 26.01.2014 | Challenger de Heilbronn        | Dura(i)           | Henri Kontinen     | Ken Skupski Neal Skupski              | 3-6, 7-63, 12-10 |
| 17. | 06.04.2014 | Challenger de Guadalupe        | Dura              | Adil Shamasdin     | Gero Kretschmer Michael Venus         | 7-5, 6-75, 10-8  |

#### Finalista ATP
| N.º | Fecha      | Torneo               | Superficie    | Pareja            | Oponente en la final                 | Resultado        |
| --- | ---------- | -------------------- | ------------- | ----------------- | ------------------------------------ | ---------------- |
| 1.  | 09.05.2010 | Torneo de Belgrado   | Tierra batida | Mateusz Kowalczyk | Santiago González Travis Rettenmaier | 6-7(6), 1-6      |
| 2.  | 14.07.2013 | Torneo de Stuttgart  | Tierra batida | Mateusz Kowalczyk | Facundo Bagnis Thomaz Bellucci       | 6-2, 4-6, [9-11] |
| 3.  | 29.09.2013 | Torneo de Bangkok    | Dura (i)      | Johan Brunström   | Jamie Murray John Peers              | 3-6, 6-3, [6-10] |
| 4.  | 12.04.2014 | Torneo de Casablanca | Tierra batida | Lukáš Dlouhý      | Jean-Julien Rojer Horia Tecău        | 2-6, 2-6         |